# Euprosthenopsis pulchella
Euprosthenopsis pulchella is een spinnensoort uit de familie van de kraamwebspinnen (Pisauridae).
De wetenschappelijke naam van de soort werd in 1902 als Euprosthenops pulchellus gepubliceerd door Reginald Innes Pocock.